# Kaštel Gligo u Bobovišćima na Moru
Kaštel Gligo je kaštel u mjestu Bobovišća na Moru, općina Milna  otok Brač.

## Opis
Kaštel Gligo smješten je na osojnoj strani uvale Bobovišća. Tri krila sklopa nastala su oko prostranog dvorišta prema moru ograđenog visokim obrambenim zidom uz kojeg je dijelom sačuvana kamena šetnica na svodovima. Na istoku je četvrtasta jednokatnica istaknuta od zatvorenog perimetra dvorišta s nizom puškarnica u prizemlju koja je pripadala baroknom dijelu utvrđenog sklopa. Građevina na južnoj strani dvorišta pripada najstarijem dijelu kaštela s nizom obrambenih elemenata u njenoj unutrašnjosti i baroknim luminarima u potkrovlju. Kaštel obitelji Marinčević-Gligo, koja se javlja koncem 17. stoljeća, vrijedan je utvrđeni barokni sklop za obranu luke i pristupa u unutrašnjost otoka Brača.

## Zaštita
Pod oznakom Z-4886 zaveden je kao nepokretno kulturno dobro - pojedinačno, pravna statusa zaštićena kulturnog dobra, klasificirano kao "javne građevine".

## Vanjske poveznice
|  | Zajednički poslužitelj ima još gradiva o temi Kaštel Gligo u Bobovišćima na Moru |